# Британська соціалістична партія
Британська соціалістична партія (БСП; англ. British Socialist Party, BSP) — марксистська політична організація, що діяла у Великій Британії у 1911—1920 роках. Припинила своє існування після створення спільно з групою «Комуністична єдність», Соціалістичною лейбористською партією та Соціалістичним товариством Південного Вельсу Комуністичної партії Великої Британії.

## Історія
Партію було засновано у Солфорді (Великий Манчестер) 1911 року. До її складу увійшли колишня Соціал-демократична партія, частина підрозділів Незалежної лейбористської партії, кілька розрізнених груп і окремих осіб, у тому числі Віктор Грейсон.
13 квітня 1914 року Міжнародне соціалістичне бюро скликало зустріч провідних соціалістичних організацій Британії — БСП, НЛП і Товариства Фабіана, рекомендувавши створення Об'єднаної соціалістичної ради з тих трьох груп, якщо БСП вирішить вступити до Лейбористської партії.
Під впливом Першої світової війни в партії стався розкол. Більш консервативне крило на чолі з колишнім головою партії Генрі Гайндманом, Віктором Фішером і Ернестом Белфортом Баксом на початку 1915 року сформувало Соціалістичний комітет національного захисту «проти прусського мілітаризму» (до його складу увійшли такі постаті, як Герберт Уеллс і Роберт Блетчфорд). У квітні 1916 року Комітет зазнав поразки від противників війни на чолі з Альбертом Інкпіном і Джоном Макліном. Прибічники останніх сформували свою Національну соціалістичну партію. Нове керівництво партії підтримало приєднання до лейбористів колективним членом, що й відбулось 1916 року.
До 1918 року більша частина членів партії підтримувала досягнення більшовиків у Росії, через що партія фактично перетворилась на комуністичну. Вона брала участь у кампанії «Геть руки від Росії!» та 1919 року вирішила приєднатись до Комінтерну. 1920 року БСП була найбільшою з прокомуністичних радикальних організацій, членами партії були 6000 осіб, того ж року після вступу до БСП колишнього депутата Ліберальної партії Сесіла Л'Естранджа Мелоуна партія отримала представництво в парламенті.
31 липня й 1 серпня 1920 року в Лондоні було проведено установчу конференцію, на якій було засновано Комуністичну партію Великої Британії, а БСП припинила своє існування.